# أكليم إنترتينمينت
أكليم إنترتينمينت  (بالإنجليزية: Acclaim Entertainment, Inc.)‏ هي شركة أمريكية متخصصة في ألعاب الفيديو ، تأسست عام 1987 ويقع مقرها في غلين كوف، نيويورك، نيويورك. تقوم الشركة بـ نشر ألعاب الفيديو.

## من ألعابها
- كريزي تاكسي
- مورتال كومبات
- مورتال كومبات 2
- رامبو (لعبة فيديو 1987)
- ريفولت

## وصلات خارجية
- أكليم إنترتينمينت على موقع IMDb (الإنجليزية)

- الموقع الإلكتروني